# Sclerophrys vittata
Sclerophrys vittatus, també conegut com a gripau de Degen, és una espècie de gripau de la família Bufonidae. Va ser descrit com a Bufo vittatus per George Albert Boulenger l'any 1906. De 2006 fins a 2016 va ser classificat com a Amietophrynus vittatus. El 2016 Ohler & Dubois van reorganitzar el tàxon i classificar-lo en el gènere dels Sclerophrys.
És endèmic a Uganda. La presència a Kenya i lal sud d'Egipte roman incerta, però els individus observats a Egipte són probablement -Sclerophrys kassasii. Habita els aiguamolls i les àrees húmides de terres de conreu.

## Descripció
És un gripau petit. Té les glàndules paròtides llargues i estretes, a la part superior hi han ratlles longitudinals de color fosc i files de grans tubercles a la superfície, i un atrevit disseny de taques vermell-fosc a la part inferior. A Egipte, la longitud (musell-recte) varia entre 26 i 36 mil·límetres. Pel que fa a la longitud els macles i les femelles no es va trobar cap diferència.

## Distribució
Viu Uganda en un ample territori des de la ciutat de Lira al nord fins a Entebbe, al sud, i el Bosc Impenetrable de Bwindi al sud-oest. A Katera se n'haurien detectat exemplars a carenes al sud de Mont Kenya, però aquesta informació és discutida. Alguns gripaus trobats entre 1909 i 1912 prop d'Alexandria, Egipte, varen ser identificats com d'aquesta espècie però pot haver estat un error. De 1989 a 1991, Akef i Schneider van investigar el comportament en la reproducció i van analitzar la consideració del Bufo vittatus dins Egipte a la regió de l'Al−Fayoum. L'any 1993 una espècie nova de gripau va ser descrita per Sherif Baha el-Din del Delta del Nil com Amietophrynus kassasii, i es creu que la identificació original del gripau de Degen d'Egipte es referia a aquesta nova espècie, també coneguda com a gripau del Delta del Nil. Tanmateix, és possible que aquesta espècie tingui una distribució més ampla incloent-hi parts de la Vall del Nil i dins Egipte.
No hi ha dades sobre l'estat de conservació ni sobre eventuals amenaces que posin en perill. La Llista Vermella de l'UICN el classifica en la categoria dades insuficients.

## Raucs
Els raucs d'aparellament tenen una estructura senzilla de tres a quatre grinyols molt curts, separats per intervals. Rauqen quan l'aigua té entre 17 i 27 graus Celsius. A 24 graus de temperatura la duració del rauc mitja era de 120 mil·li-segons, l'interval entre raucs era de 300 mili-segons, i la freqüència entre els 1100 i 2800 Hertz. Hi ha una correlació entre la temperatura d'aigua i alguns paràmetres del crit. Quan la temperatura d'aigua augmenta, la duració dels raucs disminueix quan es consideren per separat els raucs que consisteixen en tres o quatre grinyols. Els intervals entre reclams i entre els gemecs també minven, mentre que n'augmenta la freqüència. El nombre de gemecs per reclam i llur duració no canvien.
Els mascles comencen a fer reclams a la primera meitat de febrer i duren fins a l'octubre. Arriben a un màxim a primavera i inici d'estiu. Durant aquest temps els reclams comencen poc després de la posta del sol i duren fins a la una o les dues de la matinada. Més tard a l'estiu les crides finalitzen més d'hora, al voltant de les deu o onze del vespre i s'acaben al setembre o octubre, fins i tot abans.
Els mascles es reuneixen en petites basses superficials, séquies i rases, als camps d'arròs i blat de moro. S'agrupen en cors d'una vintena de mascles. Els mascles que rauquen mantenen entre cada u una distància mínima de, aproximadament, 0,7 metres. Al decreixement de l'activitat de reclam durant l'any, els mascles continuen formar cors, però en fan menys. Els mascles rauquen mentre són en l'aigua, amb el cos aixecat, les potes del darrere i la part posterior del cos dins l'aigua. Els mascles tenen un únic sac bucal. Quan és plenament inflat és molt gran amb relació a la longitud de cos. La formació de parelles és alta en primavera i a l'inici de l'estiu, després minva. Aparellen fins a l'octubre.